# Astya aspidopora
Astya aspidopora is een hydroïdpoliep uit de familie Stylasteridae. De poliep komt uit het geslacht Astya. Astya aspidopora werd in 1991 voor het eerst wetenschappelijk beschreven door Cairns. 